# Slaget vid Dömitz
Slaget vid Dömitz var ett fältslag vid staden Dömitz under Trettioåriga kriget. Det ägde rum den 22 oktober 1635.

## Bakgrund
Vid Johan Banérs återtåg från Magdeburg 1635 beslöt sig kurfursten av Sachsen för att med en armé genskjuta Banér i Mecklenburg.
Banér hade emellertid fått vetskap om kurfurstens planer, och han sände generallöjtnant Patrick Ruthven, en skotte i svensk tjänst, med ett kavalleri på närmare 5 000 man och 1 000 musketerare till Dömitz.

## Slaget
Den 22 oktober 1635 stod där ett slag, och svenskarna besegrade sachsarnas infanteriarmé på cirka 7 000 man. Efter slaget undkom enbart 1 000 sachsare och de lämnade 2 500 soldater som fångar i svenskarnas händer.